# Willi Dieker
Willi Dieker (* 13. Februar 1904 in Lerbeck, Kreis Minden, Provinz Westfalen; † 16. April 1980 in Rostock, DDR) war ein deutscher Politiker der Sozialistischen Einheitspartei Deutschlands (SED) in der Sowjetischen Besatzungszone Deutschlands (SBZ) und der frühen Deutschen Demokratischen Republik (DDR). Er war von 1946 bis 1949 Wirtschaftsminister des Landes Sachsen-Anhalt und wurde im Zuge der Affäre Conti abgesetzt. Später war er Werkleiter in verschiedenen Betrieben der DDR.

## Leben
Nach der Volksschule wurde der Arbeitersohn Dieker Vermessungstechniker beim Kanalbauamt in Magdeburg. Ab 1924 besuchte er die Heimvolkshochschule in Tinz  bei Gera (Thüringen). 1925 trat er in die Sozialdemokratische Partei Deutschlands (SPD) ein. Von 1929 bis 1931 war Dieker als Redakteur bei der Volksstimme in Magdeburg und anderen sozialdemokratischen Zeitungen tätig. Ab 1933 war er beim Saalfelder Volksblatt angestellt. Ab 1933 war er Korrespondent und Wirtschaftsleiter in verschiedenen Großdruckereien.
Während der Diktatur des Nationalsozialismus leistete Dieker Widerstand und war im April und im September/Oktober 1933 vorübergehend inhaftiert. Es folgte eine dauernde Kontrolle durch die Gestapo. Im Oktober 1944 kam es zu einer erneuten Inhaftierung wegen illegaler Arbeit und zu einer Anklage wegen „Vorbereitung zum Hochverrat“. Zu einer Verurteilung kam es bis zum Ende des Zweiten Weltkriegs nicht mehr.
1945 trat Dieker in die Kommunistische Partei Deutschlands (KPD) ein und wurde 1946 nach der Zwangsvereinigung von SPD und KPD SED-Mitglied. Im Sommer 1945 war Dieker ca. 3 Monate Bürgermeister in Kirchmöser (damals Landkreis Jerichow II, Provinz Sachsen). Ab Oktober war er Leiter der Abteilung Wirtschaft und Vizepräsident der Provinzialverwaltung der Provinz Sachsen und wurde im Mai 1946 Minister für Wirtschaft und Verkehr der Provinz Sachsen-Anhalt (ab Oktober 1946 Land Sachsen-Anhalt).
Im Zuge der Affäre Conti, dem angeblichen Verschieben von Vermögenswerten im Wert von 98 Millionen Reichsmark aus der sowjetischen Besatzungszone nach Westdeutschland seit 1945, und des Dessauer Schauprozesses gegen Leo Herwegen, Willi Brundert und andere wurde Dieker im April 1949 abgesetzt.
Von 1949 bis 1952 war Dieker Werkleiter der Bonbonfabrik Diamalt, Mignon Most-Werke in Halle (Saale) und dann bis 1953 und wieder von 1956 bis 1960 Hauptdirektor des VEB Fischkombinat Rostock. Zwischenzeitlich war er Betriebsleiter des VEB Feuerungs- und Behälterbau Köthen. 1960 ging Dieker in den Ruhestand.

## Werke
- Willi Dieker: Wirtschaft und Staat gingen in die Hände des Volkes über - Erinnerungen an die Gründung der DDR. Berlin 1969.